# Феодосіополь (фема)
Фема Феодосіополь (грец. θέμα Θεοδοσιουπόλεως) — військово-адміністративна одиниця Візантійської імперії (фема), яка розташовувалась на північі Малої Азії (сучасна Туреччина). Отримала назву від міста Феодосіополь. Утворилася 949 року. Припинила своє існування 1071 року внаслідок захоплення сельджуками.

## Історія
У 930-х роках візантійська імперія перейшла у наступ проти мусульманських держав на Кавказі. У 948 році військовик Феофіл Куркуас взяв в облогу важливу фортеці Калікала, яку було захоплено у 949 році. Після цього повернуто стару назву — Феодосіополь. Тоді ж було створено фему з такою ж назвою. В її завдання входило захист кавказьких кордонів імперії. Тому вона часто зазнавала нападів з боку Багдадського халіфату.
З 960-х років стає важливою базою Візантії для загарбання Кавказу, яке системно почалося у 980-х роках. До 1001 року значні області Вірменії та Грузії опинилися під владою імперії. У 1001 році було утворено фему Іверія, до якої увійшла фема Феодосіополь. Відновлення цієї феми відбулося у 1038 року, коли зникла загроза з боку Грузинського царства. Втім стратег Феодосіополя підпорядковувався катепану Іверії, тому часто ці феми розглядають як єдине ціле.
Важливість феми Феодосіополь зростає на початку 1050-х років, коли в межі Візантії починають вдиратися сельджуки. місто-фортеця Феодосіополь місцем збору військ фем на Кавказі, тут розташовуються комори з харчами та військовим приладдям. Стратеги Феодосіополя здійснювали розвідку щодо дій сельджуцьких султанів. Втім після поразки візантійців у битві біля Манцикерту 1071 року Феодосіополь було захоплено.

## Адміністрація
Охоплювала територію навколо Феодосіополя, була однією з так званих «малих фем». На чолі стояв стратег з титулом патрикія або магістра. З 1060-х років очільники феми часто носять також титул дуки, а у 1070 році фема стає катепанатом. Щорічна зарплатня стратега в часи Македонської династії становила 12 лібрів золота.

## Відомі стратеги
- Феофіл Куркуас (949—952)
- Алусіан (1040—1045)
- Іоанн Аміропул (1045)
- Никифор Василакі (1071)